# Irina Jewgenjewna Gribulina

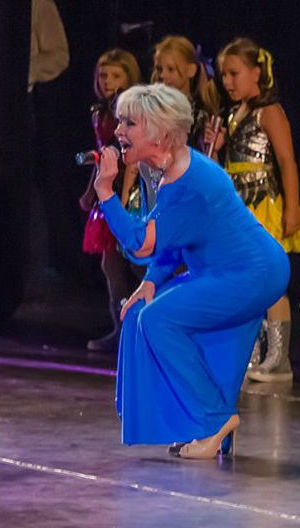
Irina Jewgenjewna Gribulina

Irina Jewgenjewna Gribulina (russisch Ирина Евгеньевна Грибулина; * 29. September 1953 in Sotschi) ist eine sowjetische bzw. russische Komponistin, Dichterin und Sängerin.

## Leben
Gribulina, Tochter einer Operettensängerin und eines Journalisten und Literaten, schrieb schon mit vier Jahren Gedichte und Musik und trat auf der Bühne auf. Sie besuchte von 1962 bis 1972 die Zentrale Musikschule am Moskauer Konservatorium in der Klasse von Dmitri Kabalewski und studierte darauf am Moskauer Konservatorium.
Mit 14 Jahren begann Gribulina mit professionellen Estrada-Künstlern aufzutreten. Auch moderierte sie Fernsehprogramme. Sie komponierte die Musik für Theateraufführungen von Lew Durow und Arkadi Raikin und für Fernsehfilme.
Nach dem Abschluss am Moskauer Konservatorium trat Gribulina nicht nur mit eigenen Liedern auf, sondern komponierte und dichtete auch für andere bekannte Sänger und Schauspieler. Zu den ersten Interpreten ihrer Lieder gehörten Waleri Leontjew und Ljudmila Gurtschenko. Im Laufe der Zeit nahmen Iossif Kobson, Rosa Rymbajewa, Boris Moissejew, Anne Veski, Waleri Obodsinski, Walentina Tolkunowa, Sergei Schakurow, Jekaterina Gussewa, Alexander Marschal, Jewgeni Kemerowski, Nikolai Karatschenzow, Alexander Abdulow, Julian, Sergei Rogoschin, Anschalika Ahurbasch, Nikolai Jerjomenko, Emmanuil Witorgan u. a. Gribulinas Lieder in ihre Repertoires auf. In den 1980er Jahren wurden einige Lieder Gribulinas, die sie selbst vortrug, besonders bekannt. Sie komponierte die Musik für Kindermusicals und Lieder über Städte und Länder.
Unter Sergei Prochanows Regie wurde 2014 Gribulinas neues Musical Schantekler (vermutlich nach Edmond Rostands Komödie Chantecler) im Moskauer Luna-Theater aufgeführt. Sie arbeitet als Pädagogin mit Meister-Klassen für Gesang und Komposition und auch als TV-Producer.
Gribulina hatte viermal geheiratet. Nach der Scheidung von ihrem dritten Mann, mit dem sie 10 Jahre lang in Jūrmala gelebt hatte, lebte sie eine Zeit lang in Italien, um schließlich nach Moskau zurückzukehren, wo sie nun lebt und arbeitet. Ihre Tochter Anastassija Gribulina (* 1996) ist Schauspielerin.

## Ehrungen, Preise
- Lomonossow-Orden der Gesellschaftsorganisation Akademie für Sicherheit, Verteidigung und Gesetzlichkeit (2006)[6]
- Verdiente Künstlerin der Russischen Föderation[7]